# إنزو فورتوني
إنزو فورتوني (بالإسبانية: Enzo Fortuny)‏ هو ممثل أداء صوتي مكسيكي ولد في 7 يونيو 1981 في مكسيكو سيتي.

## أدواره في الأنمي

### مسلسلات أنمي تلفزيونية
- إينوياشا - إينوياشا
- كارد كابتور ساكورا - يوكيتو تسوكيشيرو
- هاجيمي نو إيبو - يوسكي أودا
- إيكي توسن - شويو كوكين